# GT-S
Durante la Seconda guerra mondiale, gli esperimenti sui mezzi da neve anfibi per il trasporto di personale si dimostrarono per la maggior parte degli insuccessi. Il GT-S (GAZ-47 o ГТ-С) fu il primo veicolo di questo genere prodotto nell'era postbellica. Esso aveva l'utilissima capacità  (almeno per l'ambiente russo) di poter passare rapidamente dal terreno innevato all'acqua senza alcun tipo di preparazione. Dotato di cingoli molto larghi (almeno 300 mm) la cui pressione sul terreno era di soli 0,24kg per metro quadrato, il GT-S era in grado di raggiungere una velocità massima di 35 km/h. Era un mezzo molto affidabile in grado di trasportare 11 soldati con il conducente o una tonnellata di carico di merce. Una variante che ne seguì fu il GT-SM (GAZ-71 o ГТ-СМ). Si trattava in sostanza di un GT-S ingrandito con 6 ruote al posto delle 5 del modello base.